# E=mc²
I fysik er E = mc² en vigtig og velkendt ligning, som fastslår, at der er en ækvivalens mellem energi (E) og masse (m), som er ligefrem proportional med kvadratet af lysets hastighed i vakuum (c²). Der kan gyldigt benyttes adskillige definitioner af masse fra den specielle relativitetsteori ved brugen af denne ligning.
Ligningen blev først udledt af Albert Einstein (i en lidt anderledes udformning) i 1905, i hvad der kendes som hans Annus Mirabilis afhandlinger. I disse viste han, at en samlet firedimensional model for rum og tid ("rumtid") nøjagtigt kunne beskrive de observerede fænomener på en måde, som stemte overens med Galileos relativitetsprincip, samtidig med at den redegjorde for den konstante hastighed af elektromagnetisk stråling (lys). Hans specielle relativitetsteori viste endegyldigt, at den traditionelle antagelse i Euklids og Galileos geometri om absolut tid og rum ikke var korrekt, og at masse og energi følgelig kun adskiller sig i deres fremtræden.

## Formlens betydning
Formlen implicerer, at et legeme med masse besidder energi, selv hvis det er i hvile og ikke har nogen form for konventionel energi (potentiel energi, kinetisk energi, kemisk energi osv.). Dette står i modsætning til Newtons mekanik, hvor et legeme i hvile ikke kan have nogen energi, hvorfor massen kaldes for legemets hvileenergi. E'et i formlen kan betragtes som legemets totale energi, hvilket er proportionalt med massen M, når legemet er i hvile.
Omvendt har en sky af fotoner, der bevæger sig gennem det tomme rum og ikke har nogen hvilemasse, stadig en masse, fordi de besidder kinetisk energi.
Formlen giver også en kvantitativ sammenhæng mellem energi og masse i en proces, hvor det ene omdannes til det andet, som det f.eks. sker ved en nuklear eksplosion. I dette tilfælde er E den energi, der frigøres, hvis massen m tilintetgøres, eller den energi, der bliver absorberet for at skabe massen m. I disse tilfælde gælder formlens udtryk for proportionalitet.
Formlen førte blandt andet til opfindelse af atombomben og kernekraft, herunder atomubåde. Ligningen er en af de mest kendte i verden.

## Baggrund og implikationer
Ligningen er resultatet af Albert Einsteins undersøgelse af afhængigheden af Inertien af et legeme og dettes energiindhold. Det berømte resultat af denne undersøgelse er, at energi og masse rent faktisk er en og samme ting. For at forstå dette resultat sammenlignes elektromagnetisk kraft med tyngdekraft. I elektromagnetisme er energien lagret i felter (elektriske og magnetiske) associeret med kraften og ikke ladningerne. I tyngdekraften er energien opbevaret i selve massen af materialet. Det er ikke et tilfælde, at masse bøjer rumtiden i modsætning til ladninger i de andre tre fundamentale kræfter.
{\displaystyle {\text{Hvileenergi}}={\text{masse}}\times {\text{(lysets hastighed)}}^{2}}
Ifølge ligningen er den maksimale mængde energi, der kan uddrages fra et legeme, det samme som massen af legemet ganget med kvadratet på lysets hastighed i vakuum. Den almindelige betegnelse lysets hastighed benyttes i denne artikel, selvom lysets fart er den korrekte fysiske betegnelse.
Ved at måle massen af en atomkerne og fratrække dette tal summen af masserne af kernens protoner og neutroner kan bindingsenergien for kernen beregnes. Dette viser ikke kun, at det er muligt at frigive energi ved fusion af lette kerner eller fission af tunge kerner, men giver også et groft billede af mængden af den frigivne energi. Bemærk, at masserne af protonerne og neutronerne stadig er der, og at disse også repræsenterer en mængde af energi.
Et kilogram masse kan omregnes til:
- 89.875.517.873.681.764 joule
- 24.965.421.632 kWh
- 21,5 kiloton TNT

Det er vigtigt at bemærke, at praktisk omdannelse af masse til energi sjældent er 100% effektivt. Teoretisk perfekt omdannelse ville ske ved kollision af stof og antistof. Oftest produceres biprodukter i stedet for energi, og meget lidt masse bliver i realiteten omdannet. I ligningen er masse energi, men for klarhedens skyld er ordet omdannelse benyttet.

## Ligningens gyldighed
Gyldigheden af {\displaystyle E=mc^{2}} afhænger af, hvilken slags masse {\displaystyle m} refererer til.
I Einsteins tidlige afhandling  blev {\displaystyle m} betragtet, som hvad vi nu kalder relativistisk masse. Dette er relateret til hvilemasse {\displaystyle m_{0}} (dvs. legemets masse betragtet fra et referencepunkt, hvorfra det er i hvile) på følgende måde:
{\displaystyle m=\gamma m_{0}={\frac {m_{0}}{\sqrt {1-{\frac {v^{2}}{c^{2}}}}}}}
hvor {\displaystyle \gamma } er Lorentzfaktoren.
I ligningen
{\displaystyle E=mc^{2}=\gamma m_{0}c^{2}}
refererer {\displaystyle E} altså til den totale energi, mens hvileenergien {\displaystyle E_{0}} er:
{\displaystyle E_{0}=m_{0}c^{2}}
Den resterende energi er da den kinetiske energi {\displaystyle E_{\mathrm {kinetic} }}:
{\displaystyle E_{\mathrm {kinetic} }=(\gamma -1)m_{0}c^{2}}
Når farten {\displaystyle v} er nul, er den totale energi lig med hvileenergien.
Relativistisk masse bliver ikke brugt meget i moderne fysik, og {\displaystyle m} symboliserer derfor hvilemasse. Uagtet den moderne skik benytter denne artikel i det resterende {\displaystyle m} for relativistisk masse og {\displaystyle m_{0}} for hvilemasse.

## Lavenergiapproksimation
Da hvileenergien er {\displaystyle m_{0}c^{2}\ }, og den totale energi er den kinetiske energi plus hvileenergien, er den relativistiske kinetiske energi givet ved
{\displaystyle E_{\mathrm {kinetic} }=E_{\mathrm {total} }-E_{\mathrm {hvile} }=\gamma m_{0}c^{2}-m_{0}c^{2}=\left(\gamma -1\right)m_{0}c^{2}}
hvilket ved lav hastighed ({\displaystyle v\ll c}) skal stemme over ens med det klassiske udtryk for kinetisk energi,
{\displaystyle E_{\mathrm {kinetic} }={\frac {1}{2}}m_{0}v^{2}}.
Det kan vises at de to formler er i overensstemmelse ved at beskrive {\displaystyle \gamma \ } med den tilsvarende taylor-række,
{\displaystyle \gamma ={\frac {1}{\sqrt {1-({\frac {v}{c}})^{2}}}}\approx \left(1+{\frac {1}{2}}\left({\frac {v}{c}}\right)^{2}\right)}.
Ved sammenskrivning med den oprindelige ligning får vi,
{\displaystyle E_{\mathrm {kinetic} }\approx {\frac {1}{2}}\left({\frac {v}{c}}\right)^{2}m_{0}c^{2}={\frac {1}{2}}m_{0}v^{2}}.
Vi har da,
{\displaystyle {\frac {1}{2}}m_{0}v^{2}=E_{\mathrm {total} }-E_{\mathrm {hvile} }\ },
eller,
{\displaystyle E_{\mathrm {total} }=E_{\mathrm {hvile} }+{\frac {1}{2}}m_{0}v^{2}\ }
hvilket ikke er i overensstemmelse med den klassiske fysik, hvor energien er rent kinetisk.
Klassisk og relativistisk fysik er altså ikke ækvivalente undtagen for den kinetiske energi. Einstein viste, at den klassiske fysik ikke kunne anvendes på meget store eller hurtige legemer, men for lav hastighed er den klassiske fysik ækvivalent med den relativistiske fysik. De to teorier modsiger kun hinanden udenfor den klassiske fysiks ramme.

### Bøger
- Bodanis, David (2002). E=mc2: en biografi om verdens mest berømte ligning, Haase. ISBN 87-559-1152-8.
- Tipler, Paul; Llewellyn, Ralph (2002). Modern Physics (4th ed.), W. H. Freeman. ISBN 0-7167-4345-0.